# Bataille de Glen Trool
Première guerre d'indépendance de l'Écosse
Batailles
La bataille de Glen Trool opposa Anglais et Écossais le 31 mars 1307, lors de la première guerre d'indépendance de l’Écosse. 
Glen Trool est un glen situé dans les Southern Uplands du Galloway, en Écosse. Loch Trool est situé sur l'axe Est-Ouest et est flanqué de collines importantes, ce qui rend le lieu idéal pour y rendre une embuscade.
Les Écossais, sous la conduite de leur roi Robert Bruce, en sortirent vainqueurs.

## Le retour de Robert Bruce
Après ses défaites lors des batailles de Methven et de Dalrigh à l'été 1306, le nouveau roi d'Écosse Robert Bruce était réduit à vivre comme un fugitif, disparaissant également des chroniques historiques pendant plusieurs mois. Il ne réapparaît qu'en février 1307, débarquant dans le Sud-Ouest de l'Écosse avec des soldats pour la plupart recrutés des Îles occidentales. Il se dirige alors vers son comté de Carrick, où il peut compter sur le soutien local. La campagne présente également l'avantage à l'armée écossaise de mener des actions de guérilla sans être détectée.
Son attaque est cependant audacieuse. La frontière anglaise est proche, gardée par les vassaux d'Édouard Ier, et le Galloway, adjacent au comté de Carrick, est composé de farouches adhérents de Jean Balliol et son neveu John III Comyn, assassiné par Bruce en février 1306. Lorsque ses frères Thomas et Alexandre de Brus tentent un débarquement à Loch Ryan, ils sont capturés et exécutés par Dungal MacDouall, un partisan local de Balliol.

## Les «Étapes du Trool»
Bruce parvient à établir une base solide dans le Galloway mais il devient pour lui vital de s'affirmer face à l'ennemi s'il veut recevoir le soutien de la population locale dont il a tant besoin. Il mène ainsi un raid victorieux sur un campement anglais établi à Clatteringshaws Loch. Cette victoire fait néanmoins comprendre aux Anglais que Bruce est proche des environs. Aymar de Valence, qui avait battu Bruce à Methven, apprend que son ennemi est basé à Glen Trool.
La position de Bruce, surélevée, était difficile à prendre. Au milieu de la colline, le terrain laisse place à une butée. Valence envoie une petite armée chargée de mener un raid, tactique qu'il avait utilisée à Methven. Cette fois, cependant, Bruce a eu le choix du champ de bataille. Durant la nuit, Bruce envoie ses hommes en haut de la pente afin de desserrer avec des leviers les lourdes pierres de granit qui s'y trouvent.
Lorsque les Anglais pénètrent dans le défilé, appelé par la population locale les « Étapes du Trool », ils furent forcés de marcher en file indienne. Bruce observa leur avancée et, à son signal, fit jeter sur eux les roches de granit. Après cette première attaque, les Anglais sont achevés par les flèches des Écossais puis une charge de cavaliers. L'étroitesse du lieu empêcha tout secours de l'avant-garde ou de l'arrière-garde de l'armée anglaise. Les Anglais furent quasiment tous tués et les quelques survivants s'enfuirent en catastrophe.
Les soldats anglais tués lors de l'escarmouche furent enterrés au sommet du loch, sur un terrain plat boisé appelé « Le Chêne du Soldat ».

## Une victoire pour la propagande
La principale information concernant la bataille de Glen Trool provient du poème The Brus de John Barbour. Barbour utilise la propagande et la glorification des actes de Robert Bruce dans ces chroniques pour l'ériger en libérateur de l'Écosse. Glen Trool est ainsi considérée par Barbour comme la première victoire de Bruce. La bataille est décrite très succinctement dans une chronique anglaise contemporaine faisant référence à quelques chevaux perdus « en poursuivant Robert de Brus entre Glentruyl et Glenheur, le dernier jour où l'armée [anglaise] se trouvait en Galloway. »
Bien qu'il s'agisse plus d'une escarmouche que d'une bataille, Glen Trool stimule le moral du roi et de ses troupes et prouve qu'il peut s'adapter au terrain, ce qui sera à nouveau prouvé lors de la bataille de Bannockburn.

## La pierre de Bruce

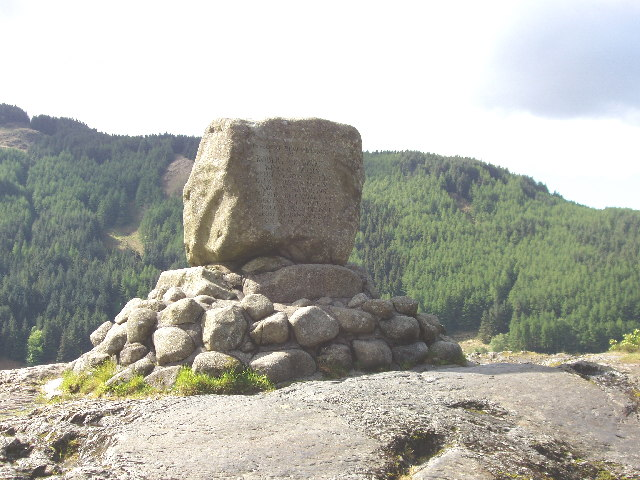
La pierre de Bruce

La pierre de Bruce est un large monument en granit commémorant la victoire écossaise de 1307. Elle se trouve au sommet de la colline sur le côté Nord de Loch Trool. En 1929, 600 ans après la mort de Bruce, elle fut placée dans les « Étapes du Trool ».